# Stenellipsis costipennis
Stenellipsis costipennis là một loài bọ cánh cứng trong họ Cerambycidae.